# Pseudagrion symoensii
Pseudagrion symoensii – gatunek ważki z rodziny łątkowatych (Coenagrionidae).